# Demasiado bella para ti
Demasiado bella para ti, ( francés : Trop belle pour toi ),  es una película de comedia dramática francesa de 1989 escrita y dirigida por Bertrand Blier. Estuvo protagonizada por Gérard Depardieu, Josiane Balasko y Carole Bouquet.
La película fue nominada para competir por el Palma de oro en el Festival de Cannes y logró obtener finalmente el Premio del jurado. Además fue la favorita en los Premios César ya que ganó el premio a Mejor Película con un total de diez nominaciones.

## Sinopsis
Bernard Barthélémy es un vendedor de coches que vive satisfecho y está casado con Florence, una mujer bellísima y adorable. Un día llega a su oficina Colette, la nueva secretaria, una mujer poco agraciada y sin atractivo alguno. Inesperadamente, entre ambos se desata una pasión arrolladora que a ellos mismos les resulta inexplicable. Tal vez los misterios de la pasión no solo sean oscuros, sino también crueles.

## Reparto
- Gérard Depardieu como Bernard.
- Josiane Balasko como Colette.
- Carole Bouquet como Florence.
- Rolland Blanche como Marcello.
- François Cluzet como Pascal.
- Didier Bénureau como Léonce.
- Philippe Loffredo como Tanguy.
- Sylvie Orcier como Marie-Catherine.
- Myriam Boyer como Geneviève.
- Flavien Lebarbé como el hijo.
- Juana Marques como la hija.
- Denise Chalem como Lorene.
- Jean-Louis Cordina como Gaby.
- Stéphane Auberghen como Paula.

## Premios y nominaciones

### Festival de Cannes
- 1989 - Palma de Oro - Nominada
- 1989 - Premio del Jurado - Ganadora[1]

### Premios César
- 1990 - Mejor película - Ganadora
- 1990 - Mejor director a Bertrand Blier - Ganador
- 1990 - Mejor guion a Bertrand Blier - Ganador
- 1990 - Mejor actor a Gérard Depardieu - Nominado
- 1990 - Mejor actriz a Carole Bouquet - Ganadora
- 1990 - Mejor actriz a Josiane Balasko -Nominada
- 1990 - Mejor actor de reparto a Roland Blanche - Nominado
- 1990 - Mejor fotografía a Philippe Rousselot -Nominado
- 1990 - Mejor decorado a Théobald Meurisse - Nominado
- 1990 - Mejor montaje a Claudine Merlin - Ganador